# 約瑟夫·愛德華·拉費里埃
約瑟夫·愛德華·拉費里埃（英語：Joseph Edward Laferrière，1955年—）是一名美國植物學家，尤其對民族植物學感興趣。
1991年，他從亞利桑那大學生態學和進化生物學系獲得博士學位，論文題目是《墨西哥奇瓦瓦州山區皮馬人對人種植物資源的最佳利用》。除其他機構外，他還在華盛頓州立大學、生物圈二號和莫雷洛斯州自治大學（位於墨西哥庫埃納瓦卡）擔任過專業職務。